# Платошечкин, Николай Иванович
Никола́й Ива́нович Плато́шечкин (род. 15 декабря 1969, Звериноголовское, Курганская область) — тяжелоатлет, советский и российский пауэрлифтер,  спортивный функционер, общественный и политический деятель. Вице-президент ОФСОО «Федерация тяжелой атлетики России».
Чемпион мира по пауэрлифтингу среди студентов, чемпион Европы по пауэрлифтингу (1995). Мастер спорта СССР по тяжёлой атлетике и пауэрлифтингу, Мастер спорта России международного класса по силовому троеборью. Тренер высшей квалификационной категории.

## Биография
Николай Иванович Платошечкин родился 15 декабря 1969 года в селе Звериноголовском Звериноголовского сельсовета Притобольного района Курганской области, ныне село — административный центр Звериноголовского муниципального округа той же области.
В 1977—1988 годах учился в школе № 1 города Кургана[уточнить]. Занимался тяжёлой атлетикой в детско-юношеской спортивной школе села Звериноголовское Курганской области у тренера Александра Кандалова. Еще школьником выступив на областных соревнованиях по тяжёлой атлетике, показал хорошие результаты. Участвовал во всероссийских соревнованиях в Калининграде от Курганской области.
После окончания школы служил в 1988—1990 гг. в Советской Армии в войска связи, в войсковой части 21131 в городе Калуге. В Калуге тренировался два года у Михаила Ивановича Матюхина и Сергея Ивановича Чулкова.
В 1989 году выступил в Липецке на чемпионате, выполнив норматив мастера спорта. В  1989 году приехал со сборной Калуги в город Обнинск Калужской области на тяжелоатлетический турнир имени маршала Георгия Жукова. Евгений Герасимович Ряжнов, возглавлявший обнинскую Федерацию тяжелой атлетики, пригласил его переехать в город Обнинск. Попал в состав сборной СССР под руководством известного тренера Сытенкова А. И. В 1990 году выиграл молодежное первенство Советского Союза в г. Мариуполь. Из-за отсутствия финансирования Николаю пришлось пропустить 3 чемпионата мира. Последний раз он выступил в 1994 году.
В 1990-е гг. перешёл из тяжёлой атлетики в пауэрлифтинг:
...В 90-е годы уж слишком спортсмены увлеклись силовым троеборьем, именуемым пауэрлифтингом. Было время, я и сам переквалифицировался на него с тяжёлой атлетики и даже в 1995 году выиграл золотую медаль чемпиона Европы. Действительно, многие атлеты, перейдя на силовое троеборье, стали мастерами спорта и даже международного класса, забыв, что есть олимпийский вид спорта — тяжелая атлетика, которая очень популярна в мире.

В конце 1990-х гг. принял участие в создании детского спортивного клуба «Олимп-Обнинск» и возглавил его. ООО «Спортклуб Олимп» зарегистрировано 2 февраля 1998 года, а 3 декабря 2012 года ликвидировано, Платошечкин был генеральным директором с 30 декабря 2002 года до ликвидации.
В 2003 году окончил заочное отделение кафедры экономики экономического факультета Обнинского филиала Российского государственного социального университета.
В октябре 2005 года тренер-преподаватель ДЮСШ «Анненки» как самовыдвиженец принял участие в выборах депутатов Обнинского городского Собрания пятого созыва по Обнинскому многомандатному избирательному округу № 1. Выборы проиграл, 30 октября 2005 года за него проголосовало 658 избирателей (14.19 %).
В 2006 году стал инициатором учреждения в Обнинске ежегодного турнира в честь заслуженного тренера России Льва Никифорова, воспитанником которого он был.
С 2010 года сторонник партии «Единая Россия». В марте 2010 года инструктор-методист ГОУ ДОД (ДЮСШ) «Анненки» принял участие в выборах депутатов Обнинского городского Собрания шестого созыва по Обнинскому пятимандатному избирательному округу № 1, выдвинут «Местным отделением Партии «ЕДИНАЯ РОССИЯ» города Обнинска». Выборы проиграл, 14 марта 2010 года за него проголосовало 1139 избирателей . 12 сентября 2013 года на XV конференции местного отделения партии «Единая Россия» в Обнинске ему вручили партийный билет.
С мая 2011 года соучредитель и председатель Региональной общественной организации «Федерация тяжёлой атлетики Калужской области». 3 декабря 2018 года председателем стал Петрушкин Сергей Николаевич.
Заместитель директора детско-юношеской спортивной школы «Квант». С 1 июня 2015 года по 8 июля 2019 года — директор спортшколы, затем директором стал Владимир Васильевич Краснолобов.
Был председателем территориального общественного самоуправления (ТОС) «Старый город» города Обнинска. К 2017 году его сменила Наталья Михайловна Кошкина.
С 2016 года — член Исполнительного комитета ОФСОО «Федерация тяжелой атлетики России», 27 июня 2019 года был избран вице-президентом Федерации.

## Награды и звания
- Мастер спорта России международного класса по пауэрлифтингу
- Мастер спорта СССР по тяжёлой атлетике, 1989 год
- Мастер спорта СССР по пауэрлифтингу
- Заслуженный работник физической культуры, спорта и туризма Калужской области, 22 ноября 2019 года[18]
- Портрет занесён на городскую доску Почёта муниципального образования «город Обнинск», 2017 год[19].
- Почетная грамота Администрации города Обнинска, 22 марта 2012 года, активную работу на благо обнинцев[20]
- Диплом Олимпийского комитета России (Российский комитет Фэйр Плэй) за вклад в пропаганду и использование принципа фэйр плэй в воспитании у молодёжи высокой нравственности в спорте и жизни, 2016 год

Проводится Открытое первенство Звериноголовского района по тяжелой атлетике в честь двукратного мастера спорта СССР, мастера спорта международного класса, чемпиона первенства СССР по тяжелой атлетике, чемпиона мира и Европы по силовому троеборью Платошечкина Николая Ивановича.

## Спортивные достижения
- Серебряный призёр Кубка СССР (1991)
- Победитель чемпионата СССР (1991)
- Призёр первенств СССР (1990)
- Чемпион мира по пауэрлифтингу среди студентов (2001)
- Четырёхкратный победитель Кубка России
- Четырёхкратный победитель чемпионатов России
- Двадцатитрёхкратный рекордсмен России
- Чемпион Европы по пауэрлифтингу среди мужчин (1995)
- Призёр чемпионата Европы (1996)
- Чемпион Европы в командном зачете (1994)[5]

## Результаты выступлений
Результаты выступлений на соревнований по пауэрлифтингу (в экипировке).
| Федерация | Дата                      | Место проведения | Соревнование                                                                 | Весовая категория | Собственный вес | Приседания | Жим   | Тяга  | Сумма | Место |
| --------- | ------------------------- | ---------------- | ---------------------------------------------------------------------------- | ----------------- | --------------- | ---------- | ----- | ----- | ----- | ----- |
| ФПР       | 9—11 февраля 1990         | Нижний Тагил     | 3-й чемпионат РСФСР по силовому троеборью                                    | 110               | 103,15          | 250        | 150   | 270   | 695   | 14    |
| ФПР       | 7—11 февраля 1991         | Томск            | Чемпионат России по пауэрлифтингу                                            | 110               | 105,45          | 275        | 185   | 300   | 760   | 5     |
| ФПР       | 17—19 апреля 1992         | Екатеринбург     | Чемпионат России по пауэрлифтингу среди юниоров                              | 125               | 110,10          | 290        | 190   | 320   | 800   | 1     |
| ФПР       | 9—11 октября 1992         | Ставрополь       | Кубок России по пауэрлифтингу                                                | 110               | 109,10          | 310        | 195   | 325   | 830   | 3     |
| ФПР       | 1—3 октября 1993          | Челябинск        | Кубок России по пауэрлифтингу                                                | 110               | 108,85          | 320        | 180   | 330   | 830   | 3     |
| ФПР       | 4—6 марта 1994            | Сургут           | Кубок России по пауэрлифтингу                                                | 110               | 108,60          | 335        | 190   | 332,5 | 857,5 | 3     |
| EPF       | 12—15 мая 1994            | Питео            | Чемпионат Европы по пауэрлифтингу среди мужчин                               | 110               | 109,80          | 330        | 190   | 332,5 | 852,5 | 5     |
| ФПР       | 7—9 октября 1994          | Воскресенск      | Кубок России по пауэрлифтингу                                                | 110               | 110,00          | 355        | 205   | 352,5 | 912,5 | 1     |
| ФПР       | 2—5 марта 1995            | Гай              | Чемпионат России по пауэрлифтингу                                            | 110               | 109,10          | 355        | 200   | 342,5 | 897,5 | 1     |
| EPF       | 17—20 мая 1995            | Москва           | Чемпионат Европы по пауэрлифтингу среди мужчин                               | 110               | 109,35          | 362,5      | 205   | 350   | 917,5 | 1     |
| ФПР       | 29 февраля — 1 марта 1996 | Екатеринбург     | Чемпионат России по пауэрлифтингу                                            | 125               | 115,10          | 370        | 215   | 350   | 935   | 1     |
| EPF       | 16—19 мая 1996            | Шиофок           | Чемпионат Европы по пауэрлифтингу среди мужчин                               | 110               | 109,00          | 350        | 210   | 330   | 890   | 3     |
| ФПР       | 7—5 октября 1997          | Владимир         | Кубок России по пауэрлифтингу                                                | 110               | 108,80          | 350        | 182,5 | 330   | 862,5 | 5     |
| ФПР       | 26 февраля — 1 марта 1998 | Уфа              | Чемпионат России по пауэрлифтингу                                            | 110               | 110,00          | 370        | 207,5 | 340   | 917,5 | 1     |
| ФПР       | 16—18 сентября 1999       | Рыбинск          | Кубок России по пауэрлифтингу                                                | 110               | 110,00          | 350        | 212,5 | 275   | 837,5 | 5     |
| ФПМ       | 24—24 августа 2001        | Москва           | Кубок Москвы по пауэрлифтингу и чемпионат в отдельных упражнениях            | 125               | 119,25          | 390        | 227,5 | 342,5 | 960   | 2     |
| ФПР       | 9—14 октября 2001         | Иркутск          | Кубок России по пауэрлифтингу                                                | 125               | 118,65          | 400        | 230   | 332,5 | 962,5 | 1     |
| ФПР       | 25—27 января 2002         | Орёл             | Территориальный чемпионат Центра и Юга России по пауэрлифтингу               | 125               | 118,20          | 370        | 225   | 315   | 910   | 1     |
| IPF       | 12 апреля 2002            | Великий Новгород | 2-й Кубок мира по пауэрлифтингу среди студентов                              | 125               | 117,30          | 360        | 225   | 300   | 885   | 1     |
| ФПР       | 16—18 мая 2003            | Воронеж          | 1-й Открытый Всероссийский мастерский турнир на призы журнала «Железный мир» | 125               | 119,20          | 380        | 235   | 320   | 935   | 1     |

## Семья
Женат, сын Иван (род. 24 сентября 1991 года).
Брат Сергей, мастер спорта СССР, становился призером Чемпионата СССР, входил в сборную страны.

## Увлечения
Один из самых известных, вместе с пловчихой Ириной Девятовой, обнинских моржей.